# 日本医療科学大学
日本医療科学大学（にほんいりょうかがくだいがく、英語: Nihon Institute of Medical Science）は、埼玉県入間郡毛呂山町下川原1276に本部を置く私立大学。1960年城西レントゲン技術専門学校として創立、2007年大学設置。

## 大学全体
学校法人城西学園（城西大学を運営）が設置した城西医療技術専門学校が前身であり、姉妹校の城西放射線技術専門学校と共に長年にわたり医療・福祉分野を中心とする。2007年、大学開学。

## 沿革
- 1960年 学校法人城西学園城西レントゲン技術専門学校設立
- 1971年 城西放射線技術専門学校と改称
- 1984年 学校法人城西学園城西医療技術専門学校設立（診療放射線学科）
- 1996年 城西医療技術専門学校に理学療法学科を開設
- 1999年 城西医療技術専門学校に作業療法学科を開設
- 2003年 学校法人埼玉城西学園設立（城西医療技術専門学校移管）
- 2006年 学校法人城西医療学園設立、日本医療科学大学設立認可（城西医療技術専門学校移管）
- 2007年 日本医療科学大学開学（保健医療学部診療放射線学科、リハビリテーション学科理学療法学専攻・作業療法学専攻）
- 2012年 看護学科、臨床工学科を開設
- 2018年7月 - 隣接する城西大学、明海大学と、「教育・研究の包括的な交流と連携・協力の協定」を締結
- 2021年4月 - 保健医療学部に臨床検査学科を開設

## 設置学部
- 保健医療学部
  - 診療放射線学科（診療放射線技師）
  - リハビリテーション学科
    - 理学療法学専攻（理学療法士）
    - 作業療法学専攻（作業療法士）

  - 看護学科（看護師養成課程）
  - 臨床工学科（臨床工学技士養成課程）
  - 臨床検査学科（臨床検査技師養成課程）：Department of Clinical Laboratory Science（略号；CL）

## 基本理念
「愛情」・「知性」・「行動」
- 「愛情」:豊かな人間愛に満ちた人格
- 「知性」：広範な学術の研究錬磨
- 「行動」：現代社会への貢献

## 学部の特色
学則の第2条に「保健医療学部は、保健医療に関する高い専門性と研究能力を有し、教養豊かな人間性と適切な倫理観を併せ持ち、保健・医療・福祉の領域で活躍できる人材の育成を目的とする」と定め、いわゆる少子高齢化など日本特有の社会環境のもとで、診療放射線学・理学療法学・作業療法学・看護学・臨床工学に関する専門教育と研究を行うことを目的としている。したがって、医学の進歩による成果を十分に取り入れたこれらの分野の研究を活発に行うことはもとより、教育課程の中に演習・実習を充実させることによって、研究能力を身につけた人材の養成と医療現場での高い実践力をもった人材の育成を行うことを特色としている。

## 教育理念
建学の精神・学校教育の基本理念に基づき、以下の諸点を本学の教育理念とする。
- 人間の生命を尊重し、相互に助け合い、思いやりの精神をもち、かつ個人として自立できる人材の育成
- 知識や技術を身につけるだけでなく、常に問題解決に向かって意欲的に取り組む人材の育成
- 発展する社会の一員としての自覚を高め、社会科学に関する教養を身につけた人材の育成
- 未来がどのように展開されるかを常に念頭に置き、近未来の課題を研究し、未来に向かって必要とされる人材の育成

## 建学の精神
- 「報恩感謝」

近時、物質文明至上主義の傾向が強くなった中で、人間本来の心の豊かさ、優しさ、逞しさ等の精神文明重視こそが幸せに結びつくものと信じ、東洋道徳の根源である「子は親に考養をつくせ」と云う、報恩感謝の四文字に象徴し掲げている。　

## 著名な関係者
- 佐藤泰正 - 元学長、筑波大学名誉教授
- 青島健太 - 客員教授、元プロ野球選手、スポーツライター
- 木村美紀 - 医療・基礎教育科　助教、ファッションモデル、薬学者

## アクセス
- 埼玉県入間郡毛呂山町下川原1276

東武越生線川角駅から徒歩で約10分
自動車でのアクセス
- 関越自動車道鶴ヶ島インターチェンジから約20分
- 首都圏中央連絡自動車道圏央鶴ヶ島インターチェンジから約20分

## 関連校
- 城西放射線技術専門学校
- 学校法人城西学園
- 学校法人城西大学
- 学校法人城西川越学園

## 公式サイト
- 日本医療科学大学